# Panicovirus
Genre
Espèces de rang inférieur
- espèce-type : Panicum mosaic virus

Panicovirus est  un genre de virus de la famille des Tombusviridae, sous-famille des  Procedovirinae, qui comprend trois espèces acceptées par l'ICTV, dont l'espèce-type, Panicum mosaic virus (virus de la mosaïque du Panicum). 
Ce sont des virus à ARN linéaire, à simple brin de polarité positive, classés dans le groupe IV de la classification Baltimore.
Ces virus infectent des plantes monocotylédones (phytovirus).
Le génome est monopartite. 
Les virions, non enveloppés, sont constitués d'une capside sphérique à symérie icosaédrique.

## Étymologie
Le nom générique, «  Panicovirus », dérive du nom de l'espèce-type, Panicum mosaic virus.

## Structure
Les virions sont des particules non-enveloppées, de forme sphérique, de 28 à 34 nm de diamètre. La capside à symétrie icosaédrique de type T=3, est composée de 30 capsomères hexamériques (le virion est constitué de 180 sous-unités protéiques).

## Génome
Le génome, monopartite, est constitué d'une molécule d'ARN linéaire à simple brin de sens positif, de 4 à 5,4 kb. Il est dépourvu de structure de coiffe à l'extrémité 5' et de queue poly(A).

## Plantes-hôtes
Les espèces du genre Panicovirus ont une gamme d'hôtes très restreinte. Dans la nature, le PMV (Panicum mosaic virus) est limité aux espèces de la tribu des Paniceae (famille des Poaceae). Ce virus provoque des maladies notables chez le panic érigé (Panicum virgatum), le sténotaphre américain (Stenotaphrum secundatum) et l'herbe mille-pattes  (Eremochloa ophiuroides). 
Le CMMV (Cocksfoot mild mosaic virus) infecte des espèces de graminées telles que Dactylis glomerata (dactyle pelotonné), Phleum pratense (fléole des prés), Holcus sp. (houlques), Bromus sp. (bromes) et Festuca sp. (fétuques).

## Transmission
Les virus de ce genre sont facilement transmis par inoculation mécanique. Ils sont généralement transmis par le transport et la replantation des mottes de gazon infecté. Selon une étude, la souche du St Augustine grass decline virus (virus du dépérissement du sténotaphre américain (Stenotaphrum secundatum) a été transmise par les graines par Setaria italica.

## Liste des espèces et non-classés
Selon NCBI (8 février 2021) :
- Cocksfoot mild mosaic virus (CMMV)
- Panicum mosaic virus (PMV)
- Thin paspalum asymptomatic virus (TPAV)
- non-classé
  - Bermuda grass latent virus